# Jesús de Nazaret (miniserie)
Jesús de Nazaret (Jesus of Nazareth) es una miniserie de televisión anglo-italiana de 1977 que dramatiza el nacimiento, vida, ministerio, muerte y resurrección de Jesús, según los relatos de los cuatro evangelios canónicos del Nuevo Testamento.
La miniserie fue dirigida por Franco Zeffirelli, producida por Lew Grade, a través de su compañía CCI Entertainment y la banda sonora estuvo a cargo del compositor Maurice Jarre. Fue protagonizada por el actor británico Robert Powell como Jesús. Cuenta con un elenco estelar de actores de renombre, incluidos ocho que habían ganado o ganarían el Premio Oscar: Anne Bancroft, Ernest Borgnine, Laurence Olivier, Christopher Plummer, Anthony Quinn, Rod Steiger, James Earl Jones y Peter Ustinov. Además también contó con la participación de Olivia Hussey, James Mason y Valentina Cortese.
Zeffirelli coescribió el guion con Anthony Burgess y Suso Cecchi d'Amico. Se rodó en Túnez y Marruecos con un reparto de estrellas del cine, tanto europeas como estadounidenses. La versión sin cortes solo está disponible en DVD y no en VHS. La duración total de la producción es de seis horas y veintiún minutos.
La miniserie se estrenó el 27 de marzo de 1977 en el canal italiano Rai 1 y se emitió por primera vez en el Reino Unido el 3 de abril de 1977 en la cadena ITV. Fue un gran éxito de audiencia y recibió elogios, destacando especialmente la interpretación de Jesús por parte de Powell. Según la crítica, es uno de los proyectos mejor valorados y más populares del cine religioso.

## Argumento
El guion es del tipo Diatessaron (texto que mezcla los relatos de los cuatro evangelios del Nuevo Testamento). Se buscó un enfoque naturalista, restando importancia a los efectos especiales cuando los milagros se representan, y presentan a Jesús como alguien bondadoso y comprensivo.
Los episodios bíblicos se presentan en orden cronológico: los esponsales, y más tarde el matrimonio de la Virgen María y José, la anunciación, la visitación, la circuncisión de Juan el Bautista, la natividad de Jesús, la circuncisión de Jesús, el censo de Quirino, el viaje a Egipto y la matanza de los inocentes, Jesús hallado en el Templo, el bautismo de Jesús, la mujer sorprendida en adulterio, Jesús ayudando a Pedro a pescar, la parábola del hijo pródigo (Lucas 15:11-32), un diálogo entre Jesús y Barrabás (no bíblico), la cena (Mateo 26:17-30), el sermón de la montaña, la reunión con José de Arimatea, la curación del ciego en la piscina, la resurrección de Lázaro (Juan 11:43), la alimentación de los cinco mil, la entrada en Jerusalén, Jesús y los cambistas, la última cena, la traición a Jesús por Judas, Pedro negando a Cristo y arrepintiéndose de ello, la sentencia de Jesús por Pilato (eccehomo), la pasión narrativa de Juan (Juan 18-19, incluida la agonía en el huerto), el viacrucis, la crucifixión de Cristo (Nicodemo, interpretado por Laurence Olivier, recita el «Siervo sufriente», de Isaías 53:3-5, impotente ante el Mesías crucificado), el descubrimiento de la tumba vacía, y una aparición de Jesús resucitado a sus discípulos.
En la penúltima escena, los fariseos miran preocupados la tumba vacía y el personaje no bíblico Zerah se lamenta: «Ahora empieza todo...». La serie concluye con un apacible Jesús resucitado diciendo a sus discípulos: «No temáis, estoy con vosotros hasta el fin del tiempo».

## Reparto
- Robert Powell como Jesús.
- Anne Bancroft como María Magdalena.
- Ernest Borgnine como el Centurión.
- Claudia Cardinale como la Adúltera.
- Valentina Cortese como Herodías.
- James Farentino como Simón Pedro.
- James Earl Jones como Baltasar.
- Stacy Keach como Barrabás.
- Tony Lo Bianco como Quintilo.
- James Mason como José de Arimatea.
- Ian McShane como Judas Iscariote.
- Laurence Olivier como Nicodemo.
- Donald Pleasence como Melchor.
- Christopher Plummer como Herodes Antipas.
- Anthony Quinn como Caifás.
- Fernando Rey como Gaspar.
- Ralph Richardson como Simeón.
- Rod Steiger como Poncio Pilato.
- Peter Ustinov como Herodes el Grande.
- Michael York como Juan el Bautista.
- Olivia Hussey como María.
- Cyril Cusack como Judá.
- Ian Holm como Zerah.
- Yorgo Voyagis como José.
- Ian Bannen como Amós.
- Marina Berti como Isabel.
- Regina Bianchi como Ana.
- Maria Carta como Marta.
- Lee Montague como Habacuc.
- Renato Rascel como Hombre Ciego.
- Oliver Tobias como Joel.
- Norman Bowler como Saturnino.
- Robert Beatty como Próculo.
- John Phillips como Naso.
- Ken Jones como Jotán.
- Nancy Nevinson como Abigaíl.
- Renato Terra como Abel.
- Roy Holder como Enoc.
- Jonathan Adams como Adán.
- Christopher Reich como Sacerdote.
- Lorenzo Monet como Jesús a los doce años.
- Robert Davey como Daniel.
- Oliver Smith como Saúl.
- George Camiller como Hosías.
- Murray Salem como Simón el Zelote.
- Tony Vogel como Andrés el Apóstol.
- Michael Cronin como Elifaz.
- Steve Gardner como Felipe el Apóstol.
- Derek Godfrey como Elihú.
- Renato Montalbano como Jairo.
- John Duttine como Juan el Apóstol.
- Michael Haughey como Nahum.
- Keith Skinner como Joven Endemoniado.
- Cyril Shaps como Padre del Endemoniado.
- Jonathan Muller como Santiago el Mayor.
- John Tordoff como Malaquías.
- Bruce Lidington como Tomás el Apóstol.
- Keith Washington como Mateo el Apóstol.
- Mimmo Crao como Judas Tadeo.
- John Eastham como Bartolomé el Apóstol.
- Sergio Nicolai como Santiago el Menor.
- Francis De Wolff como Simón el Fariseo.
- Antonello Campodifiori como Ircano.
- Tim Pearce como Rufus.
- Mark Eden como Cuartus.
- Paul Curran como Samuel.
- Bruno Barnabe como Esdras.
- Simon MacCorkindale como Lucio.
- Forbes Collins como Jonás.
- Lionel Guyett como Hageo.
- Martin Benson como un fariseo.
- Peter Harlowe como Valerio.
- Carl Forgione como Plotino.
- Donald Sumpter como Aram.
- Pino Colizzi como Jobab.
- Isabel Mestres como Salomé.
- Robert Brown como un fariseo.

## Producción

### Rodaje

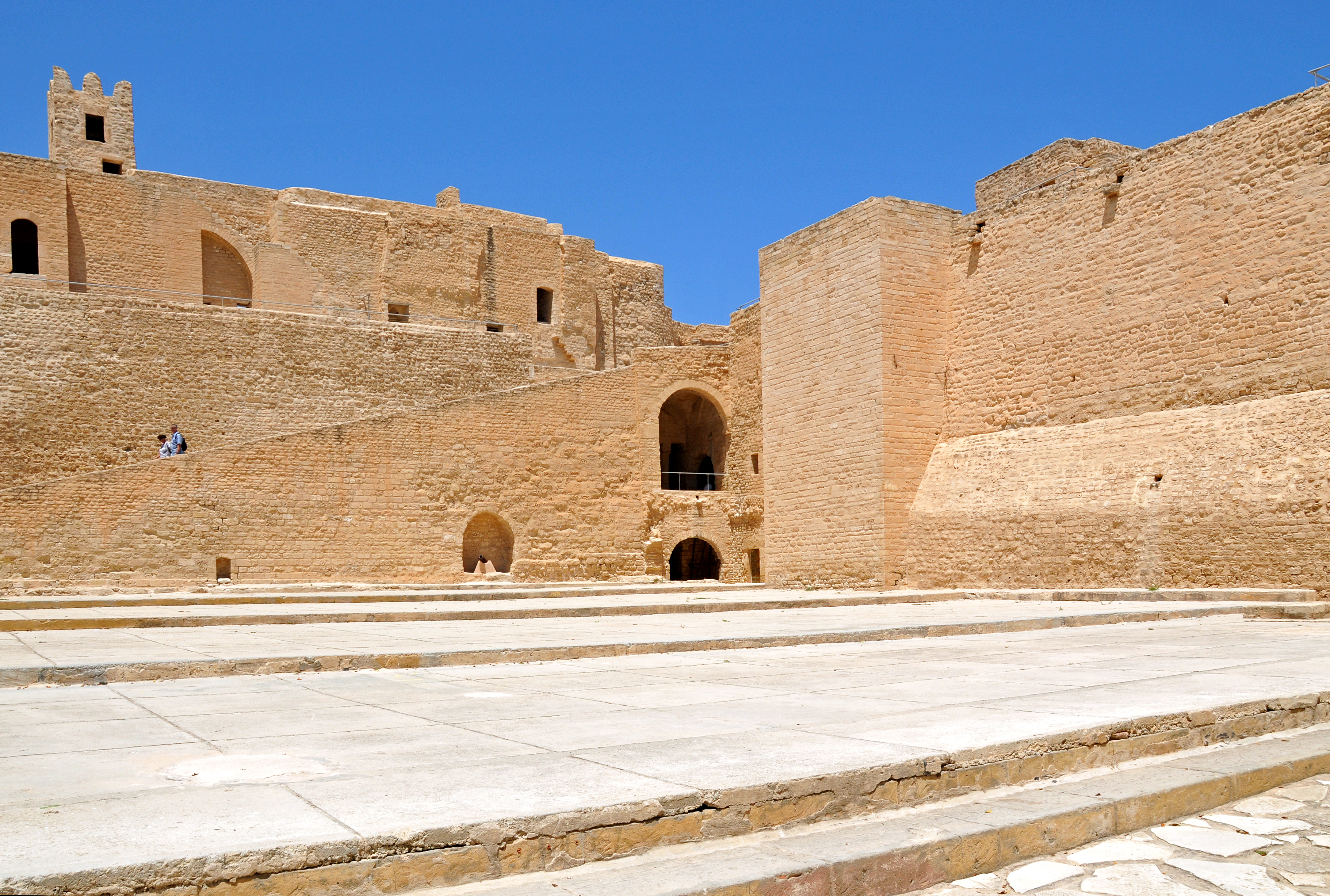
El Ribat de Monastir a las orillas del Mar Mediterráneo, sirvió como localización de rodaje para algunas escenas de la miniserie.

La fotografía principal se llevó a cabo en Marruecos y Túnez desde septiembre de 1975 hasta mayo de 1976. Las escenas de la sinagoga se rodaron con extras de la comunidad judía de la isla de Yerba. La ciudad de Monastir en Túnez sirvió como la Jerusalén del siglo I. El actor Ernest Borgnine, quien interpretó a Cornelio el Centurión , recordó que, dado que las regulaciones exigían contratar extras locales (la mayoría con un inglés deficiente) para muchos de los papeles menores, tuvieron que ser doblados. Zeffirelli decidió evitar la grabación de sonido por completo en muchas partes y simplemente enviar a los actores principales a doblar sus propios personajes en el estudio más tarde. Los decorados de la película fueron utilizados más tarde por la compañía de comedia británica Monty Python para su sátira religiosa La vida de Brian (1979).

### Elección de Powell
Los productores inicialmente consideraron elegir a una estrella conocida, que atrajera a un gran público, para el papel de Cristo. El primer actor en el que pensaron fue Dustin Hoffman , y Al Pacino también fue candidato. Zeffirelli decidió buscar a un actor que el público identificara inmediatamente con Jesús. Por ejemplo, Hoffman y Pacino miden tan solo 1,68 m, y el rostro de ninguno de los dos se parece al de Jesús tal como se representa en el arte, que se ha basado durante siglos en la imagen del Santo Sudario de Turín. La imagen del Santo Sudario es la de un hombre de 1,83 m. Finalmente, la semejanza del personaje se vio influenciada por el retrato de Warner Sallman, "Cabeza de Cristo" : Paul Harvey y Edward J. Blum escribieron que la obra "despertó la imaginación de Sallman". La Virgen María fue representada por Olivia Hussey de apariencia frágil.
La idea de elegir a Robert Powell surgió de la esposa de Grade, Kathie Moody, quien le comentó a su esposo que el actor tenía unos "maravillosos ojos azules" tras ver su actuación en una adaptación televisiva de la BBC de '"Jude the Obscure. Powell fue criticado por grupos religiosos por "vivir en pecado" con su compañera, la bailarina Barbara Lord de Pan's People, mientras pretendía interpretar a Jesús. La pareja se casó poco antes de que comenzara la producción. En 2023, Powell y Lord llevaban 48 años casados.
Powell rara vez parpadea a lo largo de la película, imitando en este aspecto a H.B. Warner en El Rey de Reyes de 1927 y a Max von Sydow en La Historia Más Grande Jamás Contada de 1965. Este efecto fue una decisión deliberada de Zeffirelli. James Houlden comentó que el resultado fue «un contacto visual penetrante e implacable con Jesús». En el set, se aplicó un delineador azul oscuro para acentuar los ojos azules de Powell. Desde entonces, la representación de Powell se ha convertido en una imagen frecuente en el arte devocional popular y «definió la imagen visual de Cristo en la mente del público... Quizás más que cualquier otra película sobre Jesús». 
Para la escena de la crucifixión, Powell se ayunó con una dieta de solo queso durante doce días antes del rodaje "para parecer cansado".
Con respecto a cómo se construyó esa imagen que se convirtió en icónica, Powell indicó: “Al principio de la grabación estaba evitando a Jesús. Zeffirelli y yo pensamos originalmente que nos gustaría combinar al Cristo divino con el humano y podríamos mostrar un rostro más cercano de Jesús”, explicó. “Pero al poco tiempo de iniciada la grabación nos dimos cuenta de que eso era imposible. Creo que esa película tuvo un impacto tan profundo en la cultura debido a que supimos alcanzar a todas las audiencias y a que no fuimos tan específicos en nuestra aproximación a Jesús”, agregó el actor. Su rostro comenzó a adornar las casas, las iglesias, los centros de oración de miles de lugares católicos alrededor del mundo.

## Doblaje
| Actor original | Personaje | Actor de voz España | Actor de voz México  |
| -------------- | --------- | ------------------- | -------------------- |
| Robert Powell  | Jesús     | Ricardo Solans      | Agustín López Zavala |

Créditos técnicos (España)
- Estudio de doblaje: Voz de España, Barcelona.
- Director de doblaje: Camilo García
- Traductor: Guillermo Ramos
- Grabación y mezcla de diálogos: Guillermo Ramos
- Producción de doblaje: Filmayer S. A.

Créditos técnicos (México)
- Estudio de doblaje: SISSA, Ciudad de México.
- Director de doblaje: Rosanelda Aguirre
- Traductor: Rubén Arvizu
- Producción de doblaje: ITC Films

## Emisiones
Se estrenó el 27 de marzo de 1977 en la cadena de televisión británica ITV. Y, el 3 de abril de 1977, en el canal estadounidense NBC, con motivo de la Semana Santa, y en su primer año fue vista por más de 700 millones de espectadores. Dos años más tarde, en 1979, fue emitida en España por La1, país donde se ha repuesto la serie más de treinta veces.
El canal chileno TVN ha emitido esta miniserie religiosa de forma completa —como si fuera una película extensa— todos los años, desde 1982, en Viernes Santo, como parte de la programación de Semana Santa. Se emitió entre 1983 y 2009 en Costa Rica por Teletica, y volvió en 2022. Desde 1979 hasta 1982, se transmitió en España por La 1 de Televisión Española, entre 1984 y 1990, en Colombia, por Canal Uno y, entre 2003 y 2009 y nuevamente en 2024 hasta 2025, por Caracol Televisión, y cada Semana Santa fue emitido por Citytv desde 2011 hasta 2023, en 2020 fue emitido por el canal católico Cristovisión. 
En Venezuela se transmite actualmente a través de TVES por separado a las siete de la noche, la parte uno en Jueves Santo y la segunda el Viernes Santo. Anteriormente se transmitía durante los años ochenta cada Viernes Santo a través de Radio Caracas Televisión. 
En Honduras se transmitió, desde 1984, todos los años, hasta 1992, durante la Semana Santa de cada año, emitiendo un capítulo diario de aproximadamente una hora de duración Y, a partir del 2012, se ha transmitido por Telecadena 7 y 4, estación de la misma televisora donde se transmitió inicialmente. 
Actualmente se emite en Canal 6 en Costa Rica, cada Viernes Santo, de forma completa, como si fuera una película extensa. En Argentina y Puerto Rico fue primero programada en los cines, dividida en dos partes: Jesús de Nazaret y Jesús de Nazaret: Parte segunda.

## Recepción

### Crítica
El Papa Pablo VI elogió la película de Zeffirelli, tanto en un comentario privado como en un discurso público el Domingo de Ramos, antes del debut de la miniserie en Semana Santa en la televisión italiana.
Las críticas también fueron notablemente positivas. En un artículo para The Washington Post , Tom Shales se mostró efusivo: «Uno se siente tentado a llamarlo un milagro… [Zeffirelli] tiene un ojo para la composición y la iluminación sin precedentes en las películas para televisión… Puede que nunca haya existido una película religiosa con un sentido tan penetrante del lugar y la época… Los valores dramáticos y simbólicos intrínsecos de la historia, que han eludido a cineastas anteriores, se perciben con una claridad sorprendente». Shales elogió a Olivia Hussey como María por ser «frágil, desconcertante y fuerte a la vez». Sin embargo, «la apariencia de Powell [como Jesús] es un inconveniente aquí. Aunque puede ser loable que no se parezca en nada al estereotipo ario de cabello rubio dominante en tales películas durante años, Powell se ve tan pálido y demacrado que uno teme por su salud. La obra es, a pesar de sus defectos, un logro verdaderamente impresionante».
La actuación de Robert Powell como Jesús en particular ha sido elogiada por los críticos.

### Premios y nominaciones
La miniserie recibió una nominación al Premio Emmy a Mejor Drama Especial. Además, James Farentino, quien interpretó al apóstol Pedro, recibió una nominación a Mejor Actuación de un Actor de Reparto en un Especial Dramático.
El drama fue nominado a seis premios de la Academia Británica de Televisión : Mejor Actor, Mejor Camarógrafo, Mejor Obra de Televisión, Mejor Editor, Mejor Diseño de Vestuario y Mejor Sonido. No ganó ninguno.
Además, también obtuvo galardones en la categoría de Mejor Fotografía para Armando Nannuzzi, al Mejor Diseño de Vestuario para Lucia Mirisola y al Mejor Diseño de Producción, nuevamente para Mirisola, del Sindicato Nacional de Periodistas de Cine de Italia.

### Controversia
Antes de su emisión inicial, Jesús de Nazaret recibió fuertes críticas ideológicas por parte de algunos fundamentalistas protestantes estadounidenses , liderados por Bob Jones III, presidente de la Universidad Bob Jones de Carolina del Sur, y el Dr. Bill Bright, quienes consideraban que la película para televisión debía incluir la resurrección de Jesucristo para ser fiel al relato evangélico. Zeffirelli declaró en una entrevista de Modern Screen que la película retrataría a Jesús como "un hombre común: gentil, frágil y sencillo". Jones interpretó esto como una negación de la naturaleza divina de Cristo. Sin haber visto nunca la película, Jones la denunció como una "blasfemia". Otros se sumaron a la protesta y se enviaron 18.000 cartas a General Motors, que había aportado 3 millones de dólares del coste de la película. Procter & Gamble finalmente adquirió la empresa, adquiriendo los derechos estadounidenses por un precio relativamente bajo de alrededor de un millón de dólares. Su apoyo financiero permitió la proyección de la miniserie tras añadir una resurrección simulada por sugerencia del Dr. Ted Baehr, teólogo y comentarista de medios, amigo del productor Vincenzo Labella y conocido de los manifestantes. Las escenas mostraban la tumba vacía y luego Jesús conversaba sobre su muerte y resurrección con sus discípulos.